# Los Jueces Justos
Los Jueces Justos era una de las tablas que formaban parte del Políptico de Gante, obra de los pintores flamencos Huberto y Jan van Eyck. Es una pintura al óleo sobre tabla realizada hacia 1424-1432. Mide 145 cm de alto y 51 cm de ancho. Se exhibe en la catedral de San Bavón de Gante (Bélgica).
Los Jueces Justos es el panel que queda abajo, en el extremo izquierdo del Políptico. El Políptico, en su conjunto, pretende representar las procesiones de santos que se dirigen a adorar al Cordero. Entre ellos están los Jueces, representados con trajes y tocados de la época, lo que hace pensar que se trate de personas reales.
Los caballos están representados con gran realismo, en posturas diversas.
Este panel lateral fue robado en la noche del 10 al 11 de abril de 1934, posiblemente por Arsène Goedertier. El ladrón devolvió el reverso, que figura a san Juan Bautista, pero pidió al obispo de Gante por el panel frontal un rescate de un millón de francos belgas; no se pagó. El 25 de noviembre de 1934 Goedertier reveló en su lecho de muerte que él era el único que sabía dónde estaba escondida esta obra maestra, y que se llevaría el secreto a la tumba. Aunque varias personas han afirmado conocer su paradero, nunca se recuperó la pintura original y se cree que está destruida. Fue reemplazada en 1945 por una copia realizada por Jef Vanderveken.
El panel es mencionado en la novela La Caída, de Albert Camus. El protagonista de este libro, Jean-Baptiste Clamence, afirma haber encontrado la pintura en un bar llamado "Mexico City", donde fue entregada por un cliente a cambio de unas botellas.